# 御用牙
『御用牙』（ごようきば）は、原作：小池一夫、作画：神田たけ志による日本の時代劇漫画。『ヤングコミック』（少年画報社）連載。

## 概要
隠密廻りで一匹狼の同心、板見半蔵の活躍を描いた捕り物時代劇。たんなる時代劇と一線を置き、ダークヒーローな趣もあり、完全無敵の存在ではなく太刀回りで負けても、悪を退治するのではなく相手の弱みを握って権力で己の正義を証明するという異色の時代劇である。
物語序盤では江戸の町を舞台とし、悪党や権力を笠に着た者たちとの戦いが描かれ、その後「山流し」と呼ばれる甲府勤番勤めとなり甲府での活躍が描かれる。これまでに培った人脈を使って江戸の町奉行所勤めに復帰した半蔵は、そこで天保の改革を推進する老中・水野忠邦と南町奉行であり半蔵の最大の敵となる鳥居耀蔵と対決する。鳥居にすべての仲間を殺され、自身も深く傷つきながら、巨悪を倒すためその懐に入り、鳥居の腹心となって働く半蔵は、密かに遠山景元と手を組む。遠山の協力で水野と鳥居の追い落としに成功した半蔵は、次に正体を隠して大坂の町奉行所勤めとなる。そこで新たに仲間を集め、悪党たちと戦うが、生き残るためまたもや仲間を全て失うことになる。危機を脱し、雪の降る町中を巡回していた半蔵は、夫婦になる約束をした幼なじみを女郎屋に取られ狂乱した若者に刺される。路地裏で倒れた半蔵は、生死不明となり、物語の幕は引かれる。
ラストで半蔵は人知れず死んだように描かれていたが、後に描かれた続編では助けられて一命を取り留めたことになっている。なお、作中では11代将軍・徳川家斉が隠居したことで後ろ盾を無くした水野が失脚したことになっているが、実際には天保の改革は徳川家慶が12代将軍に就任していた時期に行われたため、史実とは大幅に違っている。
また、本作では老中水野が急死した世界線もあり（あた落あた棒編）、明確に複数のパラレルワールドが存在している。この世界線の方では半蔵と水野は心中で認め合っていたことになっている。沖同心編では半蔵は大阪に左遷されていた世界線になっており、江戸に戻った半蔵は生存を全く驚かれていない。

## 登場人物
板見 半蔵（いたみ はんぞう）
北町奉行所の隠密廻り同心。奉行所仲間とは一線を画し、しばしば身分を弁えず啖呵を切るが、内容は正論であり異論を許さない。このため上役とは概ねそりが悪い。
幕閣への立場を超えた建言を理由に甲州へ左遷、それでも実力で再び南町へ返り咲く。しかし鳥居耀蔵と壮絶な対決で全てを失い、辛勝のち姓を変えて大坂東町奉行所へ渡る。
刺されて生死の境を彷徨った後は再び江戸に舞い戻り、どこにも与せず沖から大局を眺める「沖同心」として江戸市民の警護に身を投じる。
町民からは「かみそり半蔵」「そりかみ半蔵」等と呼ばれ、強面として恐れられる反面、弱者の味方として慕われており、半蔵のためなら命を捨てる覚悟のある仲間も多い。
これと見込んだ女を取り調べと称して強姦して快楽の虜とし、これを間者として各所に勢力を拡大していく。
体捨流剣術を使うが、真の実力は竹内流小具足術にあり、鎖分銅を仕込んだ「南蛮一品流鼻捻十手」、「あられ鉄拳」と呼ばれる棘のついたメリケンサックなど、多くの武器を取り回して戦う。
風呂場には多くの武器が隠されており、槍が降るなどの罠も仕組まれている。ここでイチモツを打擲し、米俵に挿入して鍛えるのが毎朝の日課。
おゆら
御典医玄竹の義娘。大奥に出入りできる身分を悪用して肌に白粉彫りの恋文を仕込み、中臈たちの逢瀬を仲達して莫大な謝礼を受け取っていた。半蔵に手口を暴かれて情婦となる。
地六（ちろく）
半蔵の配下の岡っ引。無駄口が過ぎる性格で、しばしば半蔵に脅しじみた叱りを受ける。
大西 孫兵衛（おおにし まごべえ）
北町奉行所の筆頭与力。小心者の小悪党で、町奉行をも恐れず行動する半蔵の行動を苦々しく思っている。
大野 木玄蕃（おおのぎ げんば）
徒目付。清貧と士道を貫く傑物で、曲がったことが嫌いなことから「石垣直角」の異名を取る。一悶着を経て半蔵の無二の親友となるが、鳥居の謀略によって殺害される。
さくら
日野宿の道中師、仙八の娘。
大西と津山に命ぜられて半蔵を襲うも、返り討ちに遭って情婦となる。
津山 頼母（つやま たのも）
甲府勤番支配頭。小心で、配下の庭兵吉と共謀して半蔵に数々の嫌がらせを行うが、尽くしっぺ返しを食らう。
鳥居 耀蔵（とりい ようぞう）
甲斐守、南町奉行。その冷酷さと手練手管から「妖怪（耀甲斐）」の異名を持つ。
一見細身の老人だが、素手で石灯籠を叩き割る程の拳法の達人であり、少林寺卍組なる武僧を従えている。
倹約令を徹底させるために強固な手段を取って目覚ましい成果を挙げ、北町と火付盗賊改方を半ば支配下に置いている。実は白髪に染めているだけでまだ40代である。黒髮の鳥居も過去に登場しているが、凡人で簡単に半蔵にやり込められている。こちらの鳥居は違う世界線とも思われるが、白髪の鳥居は過去に半蔵に会ったことがあるとも言われており、はっきりしていない。
新子（しんこ）
江戸の悪童千五百人を統べる少女。「河童の新子」の渾名を持つ（首斬り朝の同名人物とは別人）。
半蔵に捕られた乾分を救出に殴りこむが、返り討ちに遭って情婦となる。
愚美（ぐみ）
鳥居配下少林寺卍組の間諜。老婆に化けて板見家の菩提寺を見張っていた。鳥居の媒酌で半蔵の妻となる。
遠山 景元（とおやま かげもと）
元北町奉行。イチモツに劣等感の強い小男であるが、腕っ節が強く頭も切れ、発想のスケールでは半蔵をも上回るところがある。
半ば強引に半蔵の仲間に引きこまれ、鳥居との決戦に助力する。
徳川 家斉（とくがわ いえなり）
11代将軍。はじめ顔が見えず、御家人の窮状を速やかに汲むなどの好人物であったが、再登場時は遊興に耽って政務を疎かにする暗君になっていた。
密かに餅を自分で焼いて食する趣味があり、これに付け込まれて暗殺されかけたため、息子に将軍職を譲る。
女籐 於兎（めとう おと）
半蔵を入婿に迎えた女藤家の娘。両親ともども半蔵を深く信頼していたが、卑劣な計略によって自害に追い込まれる。
千々岩 砕八郎（ちぢいわ さいはちろう）
大目付。天下五指に入るという剣客で、その実力は半蔵を遥かに上回る。
公儀の密命を帯び、上方の豪商を尽く取り潰さんと暗躍する。
佐々木 信濃（ささき しなの）
信濃守、大坂西町奉行。諱不明。猛犬を使うことから「白房の狼」の異名を取る。
犬と毒を用いた戦術を好むが、自身も古田宮流鎖打ち術の達人で、相対したものを全て抹殺してきた。
保身的で臆病だが、ゆえに一分の隙もなく、老獪な手段で半蔵を追い詰めていく。
加藤 忠介（かとう ちゅうすけ）
大坂西町奉行所の火盗改方同心。執拗な手練手管で「鳥もち加藤」と呼ばれる。
佐々木の懐刀として卑劣な手段で於兎を篭絡するが、独断専行が過ぎたため粛清される。
あおい
将軍家の姫君。幼少時に盗賊に攫われて以来、背中に葵紋を彫った怪盗「葵小僧」として市中を騒がしていた。
御庭番に誅殺されかけたところを半蔵に匿われ、情婦となる。
雲隅 一角（くもずみ いっかく）
御庭番支配。雲を突く巨漢ながら身のこなしは軽妙。半蔵とたちまち意気投合して悪友となる。
今村 清兵衛（いまむら せいべえ）
「九起の清兵衛」の渾名を持つ盗賊。元は加賀藩お時宜係のため、あらゆる雑事を器用にこなす。
無類の酒豪で、押し込み先で酒の飲み比べをして家人を酔い潰すという手口を好んだが、半蔵に説得されて更生。半蔵に心酔し、彼のために働く手先となる。

## 真説 御用牙<飛花落葉編>
背中に深い傷を負った半蔵が、異人の女性に手当を受けるところから、この物語は始まる。全5話。ここでは半蔵は江戸の北町奉行所勤めとなっている。同田貫上野介正国、通称「鬼包丁」と呼ばれる刀を使用。

### 『真説 御用牙』の登場人物
峰六（ほうろく）
日本の闇の世界を仕切る五大力の江戸差配。重傷を負った半蔵を助ける。
おぎん
峰六の配下の女。包丁を手裏剣のように投げて使う技を得意とし、“出刃打ち（でばうち）”の異名を持つ。
五蕾（ごらい）
峰六の配下の女。洋妾（らしゃめん）で、南蛮の船医の助手をしていた経験から蘭法医術の心得もある。重傷を負った半蔵を施術して助ける。
木村正吾（きむら しょうご）
南町奉行所の同心。
左木田甚介の娘（さきだ じんすけのむすめ）
18歳。本名不明。竹内判官流の小具足術の遣い手。父親の左木田甚介は北町奉行所の捕物名人と呼ばれた男で、奉行所を退いて浪人となった。半蔵が十手者として生きていくための相方を探していて、女売り（人身売買）の市で見つけた女。彼女の真意や市で売られていた理由等は、連載が途中で終了した為、不明である。

## レイザー
20世紀初頭。舞台はアメリカ、ニューヨーク。
“かみそり半蔵”の異名で恐れられた日本人の同心マーカスが、巨悪を相手に大暴れをする！
時代、人種、常識——すべての境界線(ボーダー)を軽やかに飛び越える、型破り超・時代劇。小池一夫のすべてをかけた、バイオレンスアクション巨編だアッ!!
原作：小池一夫、作画：伊賀和洋
「刃-JIN-」にて2006年から2007年連載。単行本全4巻。

## 映画

### 第1作 御用牙
板見半蔵。江戸北町奉行所同心。その頭の切れ味と、鋭い性格から人呼んで“カミソリ半蔵”と呼ばれている。ある日、島破りがあり、無宿人狩りが行われた。半蔵はその時捕えた三次から意外なことを聞き出した。去年捕えられ、島送りにされた重罪人の人斬り屋・三途の竿兵衛が江戸にいるというのである。半蔵の捜査が始まった。やがて、部下の鬼火とまむしの調べで、竿兵衛の情婦お美乃と半蔵の上役大西孫兵衛の妾が同一人物であると判明した。北町奉行所の筆頭与力が流刑人の女を妾にしている。その裏に何かあるとにらんだ半蔵は、お美乃を罠にかけ捕える。そして、快楽も度を越せば苦痛にという半蔵特意の、彼の男自身を駆使した“座禅ころがし”でお美乃を責めたて全てを白状させた。お美乃を大西に渡し、引き換えに竿兵衛を助けるというのである。さらにその取り引きの背後には大奥医師の稲村玄伯が居り、例え、この一件が露見しても、大奥にまでは探索の手が届かないことを、あらかじめ承知のことらしい。半蔵は敢然と大西と大奥に対しての挑戦を開始。まず、お美乃を救出に来た竿兵衛を斬り、大西の秘密を握るお美乃を保護することにより、大西の権力を押さえることに成功。そして大奥。治外法権の大奥にも、大奥医師の娘、おゆらを自分の情婦に仕立て、出入り自由の特権を得て行く。やがて、同心でも手のつけられない悪制度の治外法権を次々と自分の猟場にしていくのだった。
週刊“ヤング・コミック”連載の小池一雄・原作、神田たけ志・画の同名劇画の映画化。監督は「子連れ狼」計4作手がけた三隅研次、撮影も同作の牧浦地志がそれぞれ担当。

#### 出演
- 板見半蔵／勝新太郎
- お美乃／朝丘雪路
- おゆら／渥美マリ
- 大西孫兵衛／西村晃
- 山脇／山内明
- 八百屋／藤原釜足
- 矢部常陸守／小林昭二
- 稲村玄伯／嵯峨善兵
- 門番／チャンバラトリオ
- 鬼火の清吉／草野大悟
- 三次／石橋蓮司
- まむしの源次／蟹江敬三
- 地六／松山照夫
- 竿兵衛の配下／藤岡重慶
- 貧しい父親／南部彰三
- 同心／浜田雄史
- 差配／岩田正
- 竿兵衛の配下／勝村淳
- 猿の秀／山本一郎
- 竿兵衛の配下／伴勇太郎
- 新田章
- 薮内武司
- 新関順司郎
- 竿兵衛の配下／暁新太郎
- 神田紘司
- 貧しい弟／道井和仁
- 貧しい姉／酒井清乃
- 原田竿兵衛／田村高廣

#### スタッフ
- 監督／三隅研次
- 脚本／小池一夫
- 原作／小池一夫、神田たけ志
- 企画／久保寺生郎
- 製作／勝新太郎、西岡弘善
- 撮影／牧浦地志
- 美術／太田誠一
- 音楽／村井邦彦
- 録音／大角正夫
- 照明／斉藤省三
- 編集／林義治
- 助監督／鍋井敏宏
- スチール／小山田幸生

#### 主題歌
- ザ・モップス　『“牙”のテーマ）』

### 第2作 御用牙 かみそり半蔵地獄責め
江戸北町奉行所同心・板見半蔵は、二人組の盗っ人を捕えたところ、盗品は水車小屋に捨てられていた女の屍体から盗んだものだ、と白状した。半蔵はその死体の状況から、今、寺や神社で流行っている“子おろし”に関係があるとにらんだ。寺や神社は半蔵の管轄外だったが、強引に女神主・大酔女のところへ押しかけ、“ややおろし”の現場をおさえた。そして、大酔女を半蔵得意の拷問にかけ、死体が駿河屋の娘お町であることを白状させた。駿河屋の主人から、お町が海山寺にお茶、お花を習いに通っていたことを知った半蔵は、その尼寺に潜り込んだ。その茶室では、住職の如海尼が豪商たちを集め、全裸の女を囲んでせりを行っている。踏み込んだ半蔵に驚いて逃げ回る豪商たち。半蔵は錦地の覆面男を追うが、突然御子柴十内が現われ、その男を逃がした。捕えた女の口を割らすと、その男は大久保山城守と判明。そんな時、半蔵は奉行の矢部常陸守から、悪党浜島庄兵衛を捕えるように命ぜられた。幕府の金座、後藤家に庄兵衛が現われる、とにらんだ半蔵は、若後家の陸を陥落し、押し入れに身を隠した。ところが、その部屋で、半蔵が潜んでいるとは知らない、大久保と筆頭与力の大西孫兵衛が私腹を肥やす悪事の相談を始めた。やがて、半蔵がにらんだように庄兵衛がやって来た。半蔵は庄兵衛を捕えた。庄兵衛逮捕に喜ぶ矢部に、半蔵は褒美に大久保の首を頂きたい、と言う。狼狽する大久保と大西……。数日後、半蔵は御子柴十内に待ち伏せられたが逆に十内を斬った。しかし、半蔵は悪奉行に忠誠を誓って死んでいった十内を惜しんだ。侍の心を持った男が一人減ったような気がしたのだ。腐りはてた御政道の中で……
“御用牙”シリーズ二作目。板見半蔵こと“かみそり半蔵”がその正義感から彼が考え出した拷問術と鍛えあげたセックスなどを駆使して権力の恥部を掴み、体制の壁を突き崩す活躍を描く。シリーズ第1作の三隅研次に代わって脚本・監督を務めたのは、前年にも勝新が製作・主演の「新兵隊やくざ　火線」を手掛けていた増村保造。撮影は「子連れ狼　親の心子の心」の宮川一夫がそれぞれ担当。

#### 出演
- 板見半蔵／勝新太郎
- 御子柴十内／黒沢年男
- 大西孫兵衛／西村晃
- 浜島庄兵衛／佐藤慶
- 陸／稲野和子
- 大久保山城主／小松方正
- 如海尼／相川圭子
- 大酔女／宗田政美
- 鬼火の清吉／草野大悟
- まむしの源次／蟹江敬三
- 本多麟太郎／岸田森
- 駿河屋六左衛門／稲葉義男
- 丹波屋／高木均
- 矢部常陸守／大森義夫
- 浜島の配下／山本一郎、勝村淳
- 勘八／北野拓也
- 駿河屋お甲／近江輝子
- 巫女／小柳圭子
- 茶摘の客／日高久、真木祥次郎、北見唯一
- 暁新太郎
- 大久保の家来／花岡秀樹
- 茶摘の客／藤川準
- 三河屋お静／速見かをり
- 小三郎／宮下有三
- 大久保の家来／神田紘司
- 水穂亜紀
- 駿河屋の娘お町／榊陽子
- 和妻／塩瀬夕子
- 娘／空井みずほ
- お陸の女中／熊沢節子

#### スタッフ
- 監督／増村保造
- 脚本／増村保造
- 原作／小池一夫、神田たけ志
- 製作／勝新太郎、西岡弘善
- 撮影／宮川一夫
- 美術／太田誠一
- 音楽／冨田勲
- 録音／大谷巖
- 照明／中岡源権
- 編集／谷口登司夫
- 助監督／市古聖智
- スチール／大谷英一

### 第3作 御用牙 鬼の半蔵やわ肌小判
江戸城の御金蔵に面したお堀端に毎夜出没する若い女の幽霊を捕えた北町奉行所隠密廻り同心“かみそり半蔵”こと板見半蔵は、堀の中から、吹きたての小判をつめた大量の竹槍を発見した。半蔵は、何者かが御金蔵から盗み出し、竹槍につめて堀の中に投げ入れた小判の見張り役として、幽霊を仕立てたに違いないとにらんだ。ある日、半蔵は幼な友達の武井兵助に出会った。兵助は、家宝の槍の献上を拒んだために、老中・堀田備中守から役をもらえず貧乏暮しをしている。その兵助が盲目の高利貸石山検校から借りた、という小判を見て、半蔵は驚いた。これも吹きたての小判だったのである。検校は高利貸しだけではなく、おえら方の奥方に琴を教えたり、彼女たちを月に三度梅屋敷に呼んで、賑やかに遊んでいる、という。早速梅屋敷に忍び込んだ半蔵は、座頭を相手に乱交している奥方たちを目撃した。一方、借金を返済できなかった兵助は、検校の用心棒戸波伴作に殺され、家宝の槍を持ち去られてしまった。半蔵は、堀田の奥方を鍛えあげた金看板のイボマラで口封じをし、堀田邸に忍びこみ、堀田と検校の悪事をつきとめた。そして、半蔵は梅屋敷に乗り込み、検校の御用金盗み出しを暴露し、金貸しの証文を全て焼き捨てさせたのだった。また、半蔵は西洋学問を学び謀叛人とされた杉野玄庵という医者をかくまっているのだが、梅屋敷の銅瓦を頂戴し、玄庵にその銅で大砲をつくらせた。そして、その大砲を堀田の行列に容赦なくブッ放すと、ついに堀田は西洋文明を取り入れることを約束した。兵助の墓まいりをする半蔵。そこに戸波伴作が現われ、半蔵に斬りかかった。体をかわした半蔵は、堀田から取り戻した兵助の槍で、戸波の胸に深々と突き刺した...
権力者の恥部を握り、体制の壁を突き破る江戸町奉行所の同心“かみそり半蔵”こと板見半蔵の活躍を描く。原作は小池一雄・作、神田たけ志・画の同名劇画。脚本は「御用牙　かみそり半蔵地獄責め」の増村保造、監督は「君は海を見たか」の井上芳夫、撮影は「新座頭市物語　笠間の血祭り」の牧浦地志がそれぞれ担当。

#### 出演
- 板見半蔵／勝新太郎
- 大西孫兵衛／西村晃
- 弓／緑魔子
- 戸波伴作／成田三樹夫
- 石山検校／小池朝雄
- 杉野玄庵／高橋悦史
- 武井兵助／山内明
- 鬼火の清吉／草野大悟
- まむしの源次／蟹江敬三
- 堀田備中守／名和宏
- 加藤長三郎／戸浦六宏
- 矢部常陸守／永野達雄
- 奥方／絵里ちぐさ
- 奥方／水城マコ
- 奥方／真木広美
- 古川ロック
- 浪人／九段吾郎
- 新田章
- 鳥居源太／浜田雄史
- 暁新太郎
- 武見士朗
- 布目真爾
- 渡辺満男
- 宮下有三
- 供先の侍／神田紘司

#### スタッフ
- 監督／井上芳夫
- 脚本／増村保造
- 原作／小池一夫、神田たけ志
- 製作／勝新太郎、西岡弘善
- 撮影／牧浦地志
- 美術／下石坂成典
- 音楽／桜井英顕
- 録音／林土太郎
- 照明／中岡源権
- 編集／谷口登司夫
- 助監督／市古聖智
- スチール／小山田幸生

### サウンドトラック
・御用牙　音楽全集（2022年11月2日/CINEMA-KAN/規格番号CINK-143）
映画三部作の音源を収録。公開50周年記念商品。

## テレビ版

### 1984年版
松方弘樹主演で1984年2月16日の時代劇スペシャルで放送された。

#### キャスト
- 松方弘樹（板見半蔵）
- 秋野暢子（お蘭）
- 立花愛子（おしん）
- 阿藤海（火盗長官・中山勘解由）
- 辻萬長（北町奉行）
- 成瀬正（堀田の用人）
- 関時男
- 堀礼文
- 山西道広
- 古城裕章
- 岩城力也
- 相馬剛三（商人）
- 野口貴史（無宿人）
- 田中明夫（北町筆頭与力・大西孫兵衛）
- 内田稔（北町同心・野中）
- 綿引勝彦（老中・堀田備中守）
- 中村嘉葎雄（夜鳴きそば屋・文治郎）
- 疋田泰盛／和田昌也（商人）／笹木俊志（火盗役人）／勝野賢三（無宿人）／矢部義章（火盗役人）／司裕介／武中秀人／大和田章吾／小峰隆司（無宿人）／大念寺誠／小谷浩三／澤亜樹／宮城幸生／妹尾友信／毛利清二

#### スタッフ
- 企画：高橋久仁男（フジテレビ）、杉井進（東映）
- 原作：小池一夫、神田たけ志
- 脚本：志村正浩
- 音楽：神津善行
- 監督：工藤栄一

### 1994年版
渡辺謙主演で1994年にフジテレビ系でテレビドラマとして制作されたが、諸事情によりお蔵入りし、2004年にCSの時代劇専門チャンネルで初放送された。

#### キャスト
- 板見半蔵／渡辺謙
- 鳥居耀蔵／津川雅彦
- 荻野目慶子
- 遠山景元／地井武男
- 火野正平
- 本田博太郎
- 沖田浩之
- 織本順吉
- 森川正太
- 山本亘
- 勝部演之
- 大塚良重
- 早川純一
- 森下哲夫
- 野口寛
- 松本幸三
- 小船秋夫
- 田中成佳
- 中村廣子
- 東口理恵
- 城埜美香
- 小川真司 - ナレーター

#### スタッフ
- 脚本 中村努
- プロデューサー 細井保伯、西村維樹、小川晋一、笠井渉三、松平元子
- 監督・井上昭
- 助監督・田中幹人
- 監督補・小笠原佳文
- 殺陣・宇仁貫三
- 記録・清水町子
- 原作 小池一夫、神田たけ志
- 制作会社 （制作・映像京都、フジテレビ）
- 制作協力 円企画
- 制作 制作担当・丹羽邦夫
- 制作主任・前田茂司
- 制作デスク・徳田良雄
- 俳優担当・安藤仁一朗
- 企画協力・黒川華乃子
- 音楽 川崎真弘
- 選曲・林基継
- 撮影技術 宮島正弘
- 照明・中岡源権
- 録・整音・林土太郎
- 編集・谷口登司夫
- 計測・近藤健一
- 照明助手・長谷川克己
- 録音助手・清水充
- 協力・京都映画、IMAGICA（イマジカ）、嵯峨映画
- 美術 西岡善信
- 装飾・福井啓三
- 装置・岡本勝弘
- 美術助手・加門良一
- 装飾助手・鎌田康男
- 特機・西村伊三男
- 美粧・山崎邦夫、広瀬紀代美
- 結髪・大槻隆子、西村佳留子
- 床山・曽我恒夫
- 衣裳・加藤昌廣
- 刺青師・毛利清二
- 協力・新映美術工芸、高津商会、八木かつら、松竹衣裳

## 舞台版
2009年3月20日から29日に紀伊國屋サザンシアターにて上演。

### キャスト
- 板見半蔵：山崎銀之丞
- 大沢健
- きだつよし
- 山本亨

### スタッフ
- 演出：内藤裕敬
- 脚本：竹内佑